# Koreanische Zahlendarstellung
In Korea sind zwei Systeme gebräuchlich, mit denen Zahlen ausgesprochen werden. Eines besteht aus rein koreanischen Wörtern, während das andere sinokoreanisch, also chinesischen Ursprungs ist. Geschrieben werden die Zahlen üblicherweise mit den indischen Ziffern, wobei wie im Englischen ein Punkt als Dezimaltrennzeichen und ein Komma als Tausendertrennzeichen, manchmal jedoch auch als Zehntausendertrennzeichen verwendet wird. In Texten werden Zahlen zum Teil auch mit Hangeul oder Mischformen wie ‹5만› (oman, „50.000“) benutzt. Hanja werden nur noch sehr selten verwendet, etwa für Preisangaben in chinesischen Restaurants.

## Einsatz
Welches System Verwendung findet, hängt zu einem gewissen Grad von der lexikalischen Herkunft des Gegenstandes ab, der quantifiziert werden soll. Hierbei kommen meist sogenannte Zählwörter zum Einsatz. Ist das Zählwort sinokoreanischen Ursprungs, werden die sinokoreanischen Zahlenbezeichnungen verwendet. Bei Wörtern rein koreanischen Ursprungs kommen entsprechend die nativen koreanischen Zahlenbezeichnungen zur Anwendung. So existiert beispielsweise für die Bedeutung „Monat“ sowohl ein Wort koreanischen Ursprungs ‹달› dal als auch ein Wort sinokoreanischen Ursprungs ‹월› wol. Während man letzteres unter anderem für Monatsnamen verwendet (‹일월› ilwol „Januar“), dient die koreanische Bezeichnung ‹달› dal vor allem zum Ausdruck von Zeiträumen: ‹한 달› han dal „ein Monat“.

## Sinokoreanische Zahlen
- Die sinokoreanischen Zahlen von 1 bis 10 – Anhörenⓘ/?

Das sinokoreanische System hat einen einfachen Aufbau. Es gibt Wörter für die Zahlen von null bis zehn sowie für alle Potenzen von zehn. Damit können alle Zahlen zusammengesetzt werden, das Wort für 23 ist zum Beispiel isipsam (이십삼 = zwei-zehn–drei), 1754 wird cheonchilbaegosipsa (천칠백오십사 = tausend–sieben-hundert–fünf-zehn–vier) ausgesprochen. Wie auch im Deutschen werden führende Einsen nur in der Arithmetik oder anderen Deutlichkeit erfordernden Situationen gesprochen und geschrieben, sonst sagt man einfach hundert–drei statt eins-hundert–drei.
Für Sprecher des Deutschen liegt eine Schwierigkeit darin, dass es für Zehntausend noch ein eigenes Wort gibt und erst bei Hunderttausend mit dem Zusammensetzen von Zahlwörtern für eine Zehnerpotenz begonnen wird (simman 십만 = zehn–zehntausend), was auch mitunter auftretende Schreibungen wie ‹1,2345› (deutsch ‹12.345›) und ‹1,2345,6789› (deutsch ‹123.456.789›) erklärt.
Die sinokoreanischen Zahlen werden heutzutage unter anderem für Geldbeträge, Namen von Monaten, Jahren und Stockwerknummern sowie alle Zahlen verwendet, die mit dem rein koreanischen System nicht dargestellt werden. Da es sich im Grunde um chinesische Zahlen handelt, lassen sie sich auch mit Hanja schreiben.
In der folgenden Tabelle geben Angaben in Klammern die nordkoreanische Schreibung und Aussprache wieder.
| Arabische Ziffern (entsprechend der koreanischen Schreibweise mit Komma als Tausendertrennzeichen und für große Zahlen in Exponentialschreibweise) | Han- geul              | Hanja      | Rev. Rom.          | McC.- Rsr.        |
| --- | ---------------------- | ---------- | ------------------ | ----------------- |
| 0 | 영(령) oder 공 1)      | 零 oder 空 | (r)yeong oder gong | (r)yŏng oder kong |
| 1 | 일                     | 一         | il                 | il                |
| 2 | 이                     | 二         | i                  | i                 |
| 3 | 삼                     | 三         | sam                | sam               |
| 4 | 사                     | 四         | sa                 | sa                |
| 5 | 오                     | 五         | o                  | o                 |
| 6 | 육(륙)                 | 六         | (r)yuk             | (r)yuk            |
| 7 | 칠                     | 七         | chil               | ch'il             |
| 8 | 팔                     | 八         | pal                | p'al              |
| 9 | 구                     | 九         | gu                 | ku                |
| 10 | 십                     | 十         | sip                | sip               |
| 11 | 십일                   | 十一       | sibil              | sibil             |
| 12 … | 십이 …                 | 十二 …     | sibi …             | sibi …            |
| 20 | 이십                   | 二十       | isip               | isip              |
| 30 … | 삼십 …                 | 三十 …     | samsip …           | samsip …          |
| 100 | 백                     | 百         | baek               | paek              |
| 1,000 | 천                     | 千         | cheon              | ch'ŏn             |
| 10,000 | 만                     | 萬         | man                | man               |
| 100,000 | 십만                   | 十萬       | simman             | simman            |
| 1,000,000 | 백만                   | 百萬       | baengman           | paengman          |
| 10,000,000 | 천만                   | 千萬       | cheonman           | ch'ŏnman          |
| 100,000,000 | 억                     | 億         | eok                | ŏk                |
| 1,000,000,000 | 십억                   | 十億       | sibeok             | sibŏk             |
| 10,000,000,000 | 백억                   | 百億       | baegeok            | paegŏk            |
| 100,000,000,000 | 천억                   | 千億       | cheoneok           | ch'ŏnŏk           |
| 1,000,000,000,000 | 조 (selten)            | 兆         | jo                 | cho               |
| … | …                      | …          | …                  | …                 |
| 10,000,000,000,000,000 | 경 (sehr selten)       | 京         | gyeong             | kyŏng             |
| 1020 = 100,000,000,000,000,000,000 | 해 (sehr selten)       | 垓         | hae                | hae               |
| 1024 = 1,000,000,000,000,000,000,000,000 | 자 (sehr selten)       | 秭         | ja                 | cha               |
| 1028 | 양 (sehr selten)       | 穰         | yang               | yang              |
| 1032 | 구 (sehr selten)       | 溝         | gu                 | ku                |
| 1036 | 간 (sehr selten)       | 澗         | gan                | kan               |
| 1040 | 정 (sehr selten)       | 正         | jeong              | chŏng             |
| 1044 | 재 (sehr selten)       | 載         | jae                | chae              |
| 1048 | 극 (sehr selten)       | 極         | geug               | kŭk               |
| 1056 | 항하사 (sehr selten)   | 恒河沙     | hanghasa           | hanghasa          |
| 1064 | 아승기 (sehr selten)   | 阿僧祇     | aseunggi           | asŭngki           |
| 1072 | 나유타 (sehr selten)   | 那由他     | nayuta             | nayut'a           |
| 1080 | 불가사의 (sehr selten) | 不可思議   | bulgasaeui         | pulkasaŭi         |
| 1088 | 무량대수 (sehr selten) | 無量大數   | muryangdaesu       | muryangtaesu      |
| 1096 | 대수전 (sehr selten)   | 大數轉     | daesujeon          | taesuchŏn         |
| 10104 | 전사상 (sehr selten)   | 全仕祥     | jeonsasang         | chŏnsasang        |

Hinweis: Vor dem Lernen der Zahlen anhand einer Romanisierung sollte man sich mit dieser vertraut machen, um der koreanischen Aussprache nahezukommen.

## Koreanische Zahlen
- Die rein koreanischen Zahlen von 1 bis 10 – Anhörenⓘ/?

Das rein koreanische System wird nur für Zahlwörter von 1 bis 99 verwendet. Es gibt zwar auch Zahlwörter für größere Zahlen, die man aber nicht mehr benutzt, und deren tatsächlicher früherer Gebrauch nur für on 온 „hundert“ und jeumeun 즈믄 „tausend“ belegt ist. Spätestens für Zahlwörter ab 100 werden sinokoreanische Zahlen benutzt, beim Zählen von etwas oft auch schon für kleinere Zahlen. Bei Zahlen über hundert wird meistens, aber nicht immer, auch für die Einer- und Zehnerstelle die sinokoreanische Form verwendet.
Das koreanische System ist geringfügig komplizierter als das sinokoreanische, da es eigene Wörter für die Vielfachen von zehn gibt, die im Gegensatz zum sinokoreanischen nicht einfach aus dem Wort der Einerstelle und dem Wort sip 십 „zehn“ zusammengesetzt sind. Das gesamte Zahlwort wird aber wieder aus dem Wort der Zehner- und Einerstelle zusammengesetzt. So wird die Zahl 37 etwa rein koreanisch seoreunnilgop (서른일곱 = dreißig-sieben) ausgesprochen, sinokoreanisch hingegen samsipchil (삼십칠 = drei-zehn–sieben). Hanja existieren nur für Wörter sinokoreanischen Ursprungs, daher gibt es auch keine Hanja für die rein koreanischen Zahlen.
Für einige Zahlen gibt es eine Grundform, die hauptsächlich beim einfachen Abzählen benutzt wird (hana, dul, set, net… 하나, 둘, 셋, 넷… „eins, zwei, drei, vier…“) und eine Ableitung davon, die benutzt wird, um Dinge, Tiere, Personen, Monate u. ä. zu zählen, wobei wie im Japanischen oft Zählwörter (englisch counters) benutzt werden (du gae 두 개 „2 Stück“, se jang 세 장 „3 Blatt“, ne myeong 네 명 „4 Personen“), deren Vielfalt aber in jüngerer Zeit abgenommen hat, wie auch Sonderformen der rein koreanischen Zahlwörter (z. B. seok dal 석 달 „drei Monate“, saheul 사흘 „drei Tage“) im Verschwinden begriffen sind (allerdings noch sanaheul 사나흘 „drei oder vier Tage“).
Das rein koreanische System wird auch für Stunden und Altersangaben verwendet.
In der folgenden Tabelle geben Angaben in Klammern die Grundform des Zahlworts wieder, d. h. wenn das Zahlwort für sich steht und ihm keine Angabe darüber folgt, was gezählt wird. Suffixe können nur hinter dieser Grundform eines Zahlworts stehen.
| Indische Ziffern  | Han- geul                            | Rev. Rom.                          | McC.- Rsr.                  |
| ----------------- | ------------------------------------ | ---------------------------------- | --------------------------- |
| 1                 | 한/ 하나                             | han(a)                             | han(a)                      |
| 2                 | 두/ 둘                               | du(l)                              | tu(l)                       |
| 3                 | 세/ 셋                               | se(t)                              | se(t)                       |
| 4                 | 네/ 넷                               | ne(t)                              | ne(t)                       |
| 5                 | 다섯                                 | daseot                             | tasŏt                       |
| 6                 | 여섯                                 | yeoseot                            | yŏsŏt                       |
| 7                 | 일곱                                 | ilgop                              | ilgop                       |
| 8                 | 여덟                                 | yeodeol                            | yŏdŏl                       |
| 9                 | 아홉                                 | ahop                               | ahop                        |
| 10                | 열                                   | yeol                               | yŏl                         |
| 11                | 열한/ 열하나                         | yeolhan(a)                         | yŏlhan(a)                   |
| 12                | 열두/ 열둘                           | yeoldu(l)                          | yŏltu(l)                    |
| …                 | …                                    | …                                  | …                           |
| 20                | 스물 2)                              | seumul                             | sŭmul                       |
| 30                | 서른                                 | seoreun                            | sŏrŭn                       |
| 40                | 마흔                                 | maheun                             | mahŭn                       |
| 50                | 쉰                                   | swin                               | swin                        |
| 60                | 예순                                 | yesun                              | yesun                       |
| 70                | 일흔                                 | ilheun                             | irhŭn                       |
| 80                | 여든                                 | yeodeun                            | yŏdŭn                       |
| 90                | 아흔                                 | aheun                              | ahŭn                        |
| 100               | 온 (veraltet)                        | on                                 | on                          |
| 1.000             | 즈믄 (veraltet)                      | jeumeun                            | chŭmŭn                      |
| 10.000            | 골 거믄 그믄 드먼 그물 3) (veraltet) | gol geomeun geumeun deumeon geumul | kol kŏmŭn kŭmŭn tŭmŏn kŭmul |
| 100.000.000       | 잘 3) (veraltet)                     | jal                                | chal                        |
| 1.000.000.000.000 | 울 3) (veraltet)                     | ul                                 | ul                          |